# Jacques Janse van Rensburg
Jacques Janse van Rensburg (Springs, Gauteng, 6 de setembre de 1987) és un ciclista sud-africà, professional des del 2006. Actualment corre a l'equip Dimension Data. En el seu palmarès destaca el campionat nacional en ruta de 2015.

## Palmarès
- 2005
  -  Campió de Sud-àfrica en ruta júnior
- 2008
  -  Campió de Sud-àfrica sub-23 en ruta
- 2012
  - 1r al Tour d'Eritrea i vencedor d'una etapa
  - Vencedor d'una etapa de l'Anatomic Jock Race
- 2014
  - 1r al Mzansi Tour i vencedor d'una etapa
- 2015
  -  Campió de Sud-àfrica en ruta

### Resultats al Tour de França
- 2015. 51è de la classificació general

### Resultats a la Volta a Espanya
- 2014. 59è de la classificació general
- 2016. No surt (15a etapa)
- 2017. 82è de la classificació general

### Resultats al Giro d'Itàlia
- 2017. 36è de la classificació general
- 2018. 78è de la classificació general